# Gérardo Apruzzese
Gérardo Apruzzese (ur. 24 grudnia 1902 w Paryżu, zm. 11 maja 1990 w Detroit) – francuski zapaśnik walczący w stylu klasycznym. Olimpijczyk z Paryża 1924, gdzie zajął siedemnaste miejsce w wadze koguciej.

## Letnie Igrzyska Olimpijskie 1924
| Konkurencja          | Rundy eliminacyjne     | Rundy eliminacyjne     | Klas. końcowa |
| Konkurencja          | Przeciwnik I           | Przeciwnik II          | Miejsce       |
| -------------------- | ---------------------- | ---------------------- | ------------- |
| 58 kg styl klasyczny | Anton Koolmann (EST) P | Anselm Ahlfors (FIN) P | 17.           |